# Новоселица (Коломыйский район)
Новосе́лица (укр. Новоселиця) — село в Снятынской городской общине Коломыйского района Ивано-Франковской области Украины.
Население по данным 2022 года составляло 1125 человек. Население по переписи 2001 года составляло 1252 человека. Занимает площадь 1,168 км². Почтовый индекс — 78355. Телефонный код — 03476.

## Известные уроженцы и жильцы
- Пилипюк, Василий Васильевич (1950—2017) — украинский фотохудожник, заслуженный деятель искусств Украины (1998), лауреат Национальной премии Украины имени Тараса Шевченко (1993).